# شمال غرب سويسرا
شمال غرب سويسرا هو الاسم الشائع للمنطقة في سويسرا تشمل كانتونات بازل، كانتون ريف بازل وأرغاو.